# Eugenia Văcărescu Necula
Eugenia Văcărescu-Necula (n. 20 iulie 1938, București – 18 noiembrie 2013, București) a fost un dirijor al Corului de copii al Radiodifuziunii române.

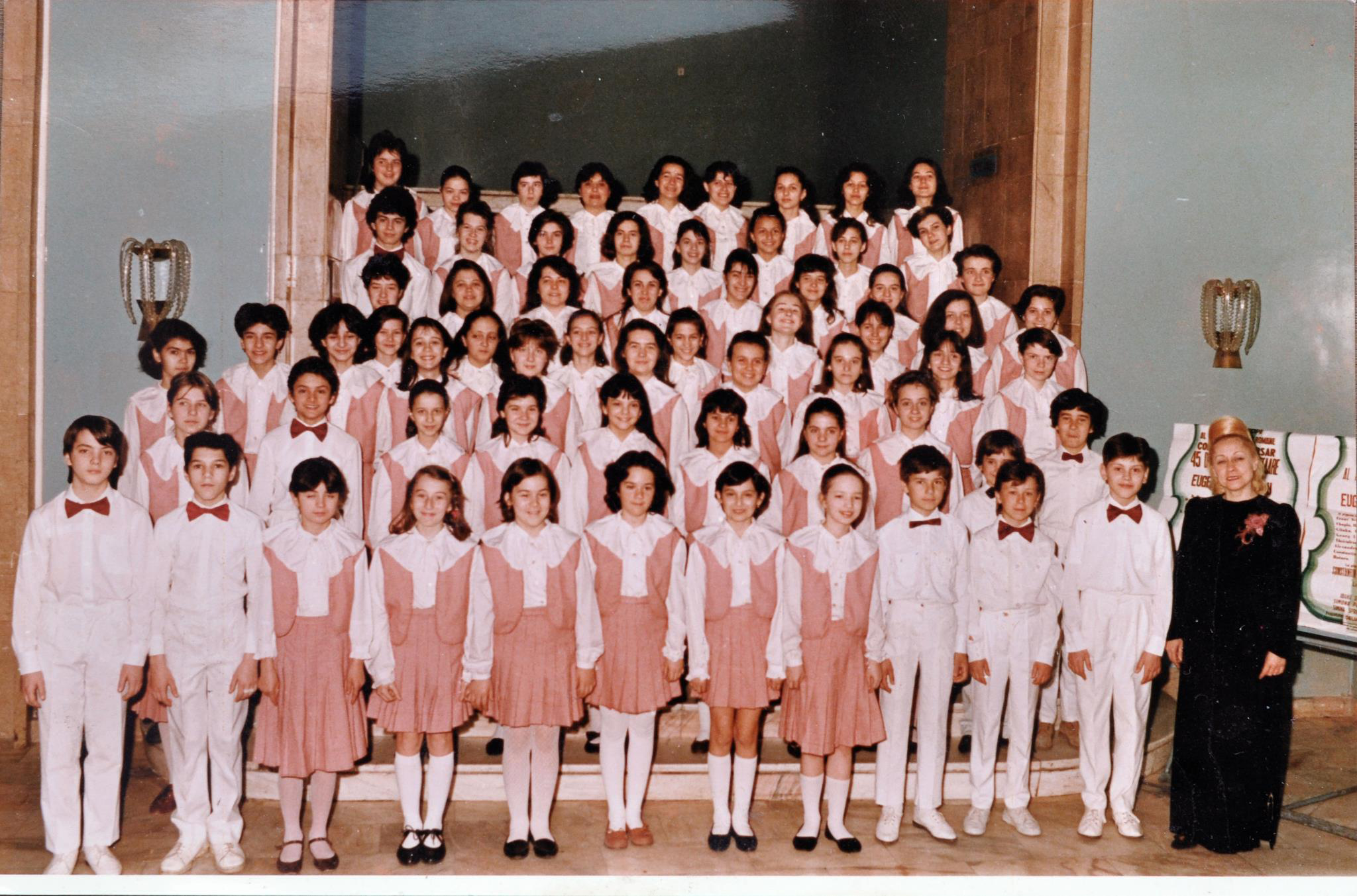
Corul de Copii Radio in anul 1991

## Studii
- Liceul teoretic nr. 11 din București (1955)
- Universitatea de muzică din București (1963)

## Activitate profesională
- Dirijor al corului de copii, Palatul Pionierilor (1963-1971)
- Profesoară de muzică la Liceul "Spiru Haret" (1971-1972)
- Profesoară de muzică la Liceul nr. 25 (1972-1977)
- Profesoară de muzică și director la Școala generală nr. 155 (1977-1981)
- Dirijor principal al Corului de copii al Radio difuziunii române (1981-2004)
- Turnee internaționale în Europa, SUA, Japonia
- A susținut conferințe în Suedia, Franța, Elveția

## Discografie
- "Fetes traditionnelees roumaines", Franța (1992)
- "Musica sacra Romaniae", Belgia (1996)
- "Children's query of Romania", Japonia (1998)
- "Sărbători fericite", Casa Radio
- "Muzică sacră românească", Casa Radio (2002)
- "Nestemate corale" (2007)

## Premii și distincții
- Ordinul "Meritul cultural" în grad de cavaler (2003)
- Medalia "O viață dedicată radio-ului"
- Medalie de interpretare, Cheia
- Premiul criticii muzicale "Mihail Jora"

## Afilieri
- Membră a Asociației naționale a corurilor din România
- Membră a International Federation for Choral Music.